# Immeuble de János Pányi
L''immeuble de János Pányi (en serbe cyrillique : Палата Пањи ; en serbe latin : Palata Panji) est situé à Zrenjanin, dans la province de Voïvodine et dans le district du Banat central, en Serbie. Avec l'ensemble du quartier ancien de la ville, il est inscrit sur la liste des entités spatiales historico-culturelles de grande importance de la République de Serbie (identifiant no PKIC 48) et, à ce titre, sur la liste des monuments culturels de grande importance.

## Présentation
L'immeuble est situé à l'angle des rues Kralja Aleksandra (no 34) et Svеtоzаrа Маrkоvićа. Constitué d'un rez-de-chaussée et de deux étages, il a été construit en 1926 par l'ingénieur Nikola Terek et le maître-bâtisseur János Pányi. Le rez-de-chaussée est affecté à des fonctions commerciales, tandis que les étages sont occupés par des parties résidentielles. Sur le plan du style, il est inspiré par le style Sécession.
L'angle est accentué par une projection demi-circulaire qui parcourt les deux étages ; un toit décoratif en feuilles de zinc couronne cette avancée. La façade de la rue principale (Kralja Aleksandra) est dotée de deux balcons décoratifs soutenus par des consoles avec des balustrades en pierre. Les façades sont ornées de motifs du répertoire classique réinterprétés dans l'esprit du style Sécession.
À l'intérieur de l'immeuble, la répartition des espaces ainsi que les boiseries sont en très grande partie préservées.